# Ados job
Ados Job est une association suisse à but non lucratif et reconnue d'utilité publique qui aide les jeunes de 15 à 25 ans à trouver un petit boulot en parallèle à leurs études. Elle a été fondée en 2002 par Camille-Angelo Aglione, un étudiant suisse romand.

## Site Internet
Le principal service de l'association est un site internet qui met en contact les employeurs et les étudiants à la recherche d'un petit job. Les services sont entièrement gratuits. Le site compte plus de 64000 utilisateurs et publie un peu plus d'un millier d'offres par année.

## Histoire
Ados Job est créée en 2002 au gymnase de Burier, dans le canton de Vaud, par Camille-Angelo Aglione. D'abord réservés aux étudiants de l'établissement scolaire, les services de l'association sont en 2004 étendus à tous les jeunes Suisses romands, pour autant qu'ils soient âgés de 15 à 22 ans.
En 2004 l'association se dote d'un nouveau site internet, développé bénévolement par un étudiant du Gymnase. La même année Adecco, Nestlé et la Banque cantonale vaudoise investissent dans le projet sous forme de dons.
En 2009 Ados Job lance un service de coaching gratuit destiné aux petits jobs.
En 2011, le service de coaching devient indépendant. L'association AdosPro est créée pour le piloter. Elisabeth Holm, qui avait créé le projet pour Ados Job, devient sa responsable.
En 2012, l'association connaît pour la première fois de son histoire un recul des offres publiées sur son site. En mai de la même année, une nouvelle version de son site est lancée à la suite d'une opération de communication originale annonçant la fin du site,. L'entreprise Jobup SA investit dans le projet et devient partenaire de l'association.

### Sources à lier
- « La lente agonie du site adosjob.ch », 20 Minutes,‎ 22 mai 2012, p. 5
- I.R., « Recul sur le marché des petits jobs pour ados », Le Matin Dimanche,‎ 5 janvier 2012, p. 24
- Marie Nicollier, « Une mine de petits boulots pour les ados », 24 Heures,‎ 21-22 avril 2011, p. 22
- Mélanie Haab, « Le roi des petits boulots », Migros Magazine,‎ 7 avril 2008, p. 102
- C. BO., « Le site Adosjob passe à la vitesse supérieur », 24 Heures,‎ 25 mai 2007, p. 26
- E.C., « Les ados ont leur bourse d'emploi en ligne », 24 Heures,‎ 15 décembre 2004, p. 33